# Potamon fluviatile
Potamon fluviatile là một loài cua nước ngọt được tìm thấy trong rừng hoặc ven suối, sông, hồ ở Nam Âu. Đây là một động vật ăn tạp với khả năng chịu đựng nhiều hệ sinhrộng, và cua trưởng thành thường đạt chiều dài 50 mm trong suốt cuộc đời dài 10-12 năm của chúng. Chúng sinh sống ở hang hốc và hoạt động tích cực, rõ ràng cạnh tranh vượt trội so với tôm hùm đất bản địa.
P. fluviatile đã được thu gom làm thực phẩm từ thời cổ đại, và hiện đang bị đe dọa bởi nạn khai thác quá mức. Nhiều quần thể đặc biệt tại các đảo dễ bị tổn thương, và các phân loài Maltese đã trở thành một hình tượng bảo tồn. Một quần thể ở Rome có thể đã được mang đến trước khi có sự ra đời của Đế chế La Mã.